# اسسیمو
اسسیمو (به ایتالیایی: Ossimo) یک کومونه در ایتالیا است که در استان برشا واقع شده‌است. اسسیمو ۱۴ کیلومتر مربع مساحت و ۱٬۴۵۰ نفر جمعیت دارد و ۸۶۹ متر بالاتر از سطح دریا واقع شده‌است.